# Brik (zeilschip)

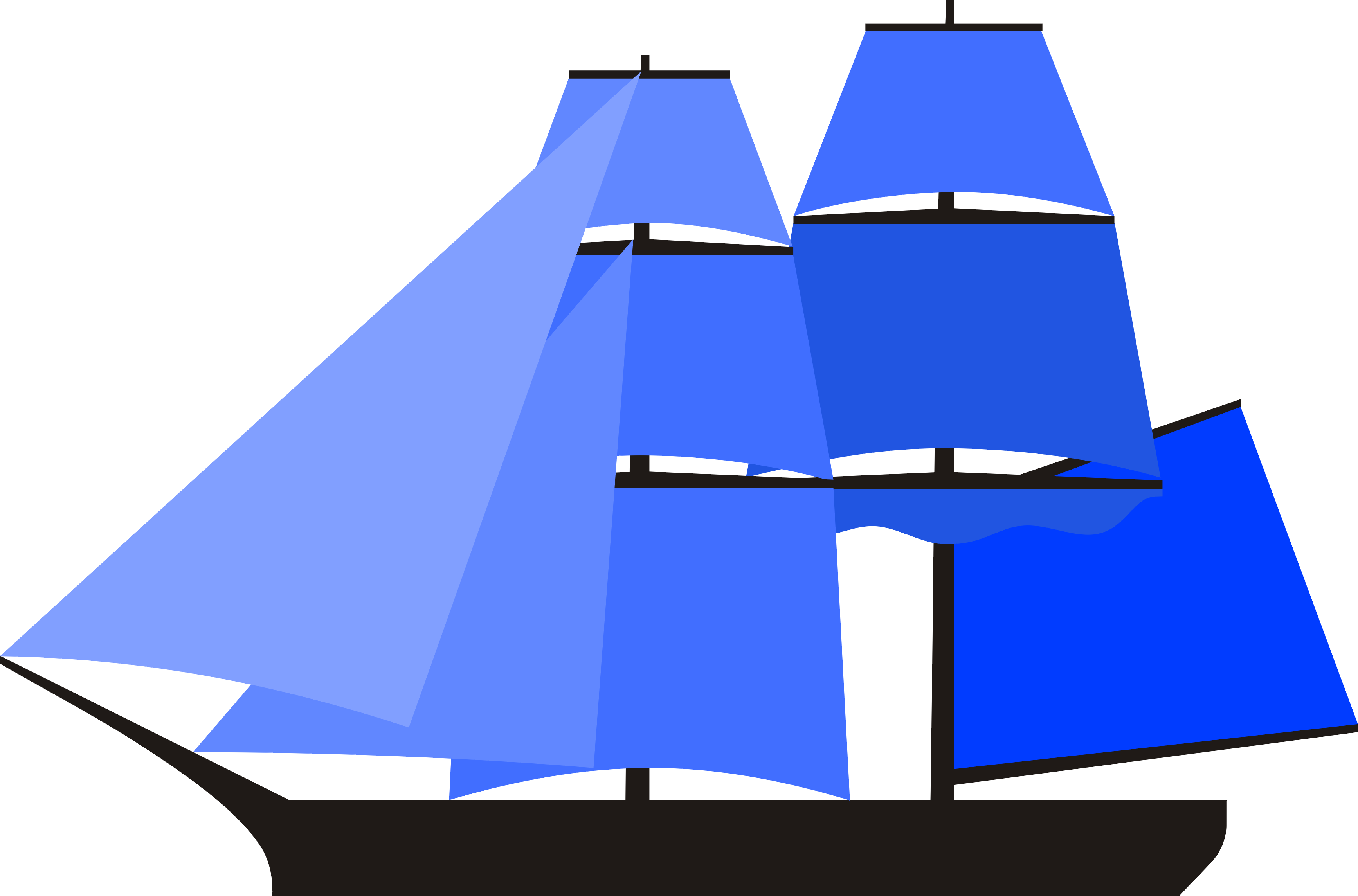
Zeilplan van een brik

De brik is een betrekkelijk klein, snelvarend zeilschip met twee masten dat al in de 16e eeuw voorkwam. Het werd in de 17e eeuw als bewapende koopvaarder gebruikt door de VOC. Als oorlogsschip was het type tot in de negentiende eeuw in gebruik, bewapend met 12-18 vuurmonden. Een brik heeft twee vierkantgetuigde masten, aangevuld met stagzeilen. Achter de grote mast bevindt zich een langsscheepszeil, het 'brikzeil'.
Gebruik van de brik liep terug nadat het stoomschip zijn intrede deed. De brik had moeite om aan de wind te varen en had een relatief grote bemanning nodig voor een schip van tamelijk geringe omvang.

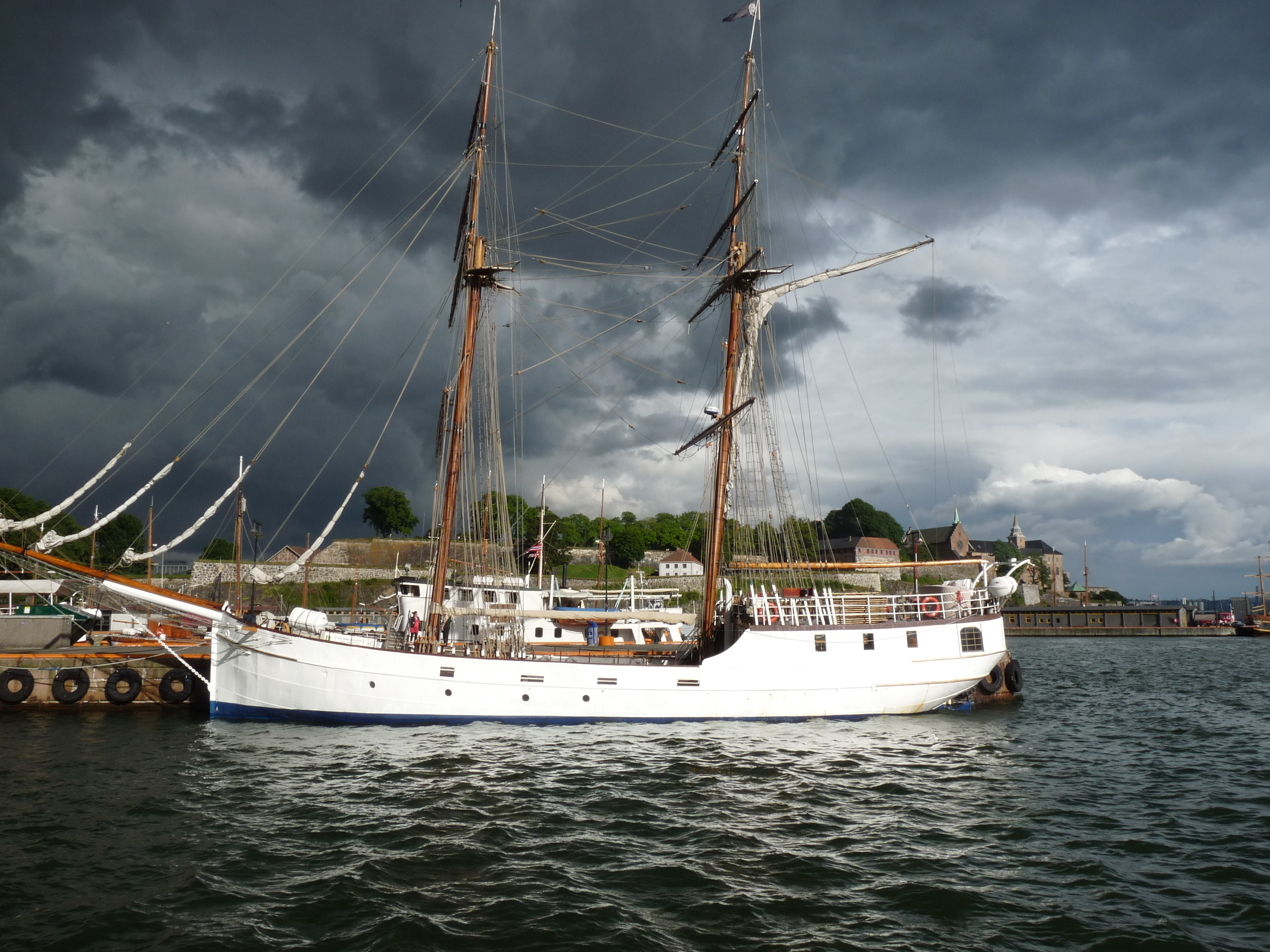
Brik Legend uit 1915 in de haven van Oslo

## Rijtuig
Met brik wordt ook wel een type rijtuig met 4 wielen en meerdere zitplaatsen aangeduid.